# Seven Sudamericano Masculino 2006
El Seven Sudamericano Masculino 2006 fue organizado por la CONSUR y participaron 8 selecciones sudamericanas, se disputó en el Complejo Deportivo del Yacht & Golf Club de Asunción, Paraguay. Fue la primera edición del seven y la única en que no estuvo acompañada del torneo en modalidad femenina.

## Equipos participantes
- Selección de rugby 7 de Argentina (Los Pumas)
- Selección de rugby 7 de Brasil (Los Vitória-régia)
- Selección de rugby 7 de Chile (Los Cóndores)
- Selección de rugby 7 de Colombia (Los Tucanes)
- Selección de rugby 7 de Paraguay (Los Yacarés)
- Selección de rugby 7 de Perú (Los Tumis)
- Selección de rugby 7 de Uruguay (Los Teros)
- Selección de rugby 7 de Venezuela (Las Orquídeas)

## Clasificación[1]

### Grupo A

#### Posiciones
| Pos. | Equipo    | Encuentros | Encuentros | Encuentros | Encuentros | Tantos  | Tantos    | Tantos     | Puntos |
| Pos. | Equipo    | jugados    | ganados    | empatados  | perdidos   | a favor | en contra | diferencia | Puntos |
| ---- | --------- | ---------- | ---------- | ---------- | ---------- | ------- | --------- | ---------- | ------ |
| 1    | Argentina | 3          | 3          | 0          | 0          | 128     | 0         | + 128      | 9      |
| 2    | Paraguay  | 3          | 1          | 0          | 2          | 29      | 43        | - 14       | 6      |
| 3    | Colombia  | 3          | 1          | 0          | 2          | 26      | 67        | - 41       | 3      |
| 4    | Perú      | 3          | 1          | 0          | 2          | 17      | 90        | - 73       | 0      |

Nota: Se otorgan 3 puntos al equipo que gane un partido, 1 al que empate y 0 al que pierda
|  | Clasificados a la Semifinal de Oro |

|  | Clasificados a la Semifinal de Bronce |

#### Resultados
| 28 de enero | Paraguay | 10 - 12 | Perú | cancha del Yacht y Golf Club Paraguayo, Asunción, Paraguay |  |

| 28 de enero | Argentina | 43 - 0 | Colombia | cancha del Yacht y Golf Club Paraguayo, Asunción, Paraguay |  |

| 28 de enero | Paraguay | 19 - 7 | Colombia | cancha del Yacht y Golf Club Paraguayo, Asunción, Paraguay |  |

| 28 de enero | Argentina | 61 - 0 | Perú | cancha del Yacht y Golf Club Paraguayo, Asunción, Paraguay |  |

| 28 de enero | Paraguay | 0 - 24 | Argentina | cancha del Yacht y Golf Club Paraguayo, Asunción, Paraguay |  |

| 28 de enero | Colombia | 19 - 5 | Perú | cancha del Yacht y Golf Club Paraguayo, Asunción, Paraguay |  |

### Grupo B

#### Posiciones
| Pos. | Equipo    | Encuentros | Encuentros | Encuentros | Encuentros | Tantos  | Tantos    | Tantos     | Puntos |
| Pos. | Equipo    | jugados    | ganados    | empatados  | perdidos   | a favor | en contra | diferencia | Puntos |
| ---- | --------- | ---------- | ---------- | ---------- | ---------- | ------- | --------- | ---------- | ------ |
| 1    | Chile     | 3          | 3          | 0          | 0          | 86      | 10        | + 76       | 9      |
| 2    | Uruguay   | 3          | 2          | 0          | 1          | 46      | 43        | + 3        | 6      |
| 3    | Brasil    | 3          | 1          | 0          | 2          | 19      | 45        | - 26       | 3      |
| 4    | Venezuela | 3          | 0          | 0          | 3          | 10      | 63        | - 53       | 0      |

Nota: Se otorgan 3 puntos al equipo que gane un partido, 1 al que empate y 0 al que pierda
|  | Clasificados a la Semifinal de Oro |

|  | Clasificados a la Semifinal de Bronce |

#### Resultados
| 28 de enero | Chile | 20 - 5 | Venezuela | cancha del Yacht y Golf Club Paraguayo, Asunción, Paraguay |  |

| 28 de enero | Uruguay | 12 - 5 | Brasil | cancha del Yacht y Golf Club Paraguayo, Asunción, Paraguay |  |

| 28 de enero | Chile | 33 - 0 | Brasil | cancha del Yacht y Golf Club Paraguayo, Asunción, Paraguay |  |

| 28 de enero | Uruguay | 29 - 5 | Venezuela | cancha del Yacht y Golf Club Paraguayo, Asunción, Paraguay |  |

| 28 de enero | Uruguay | 5 - 33 | Chile | cancha del Yacht y Golf Club Paraguayo, Asunción, Paraguay |  |

| 28 de enero | Brasil | 14 - 0 | Venezuela | cancha del Yacht y Golf Club Paraguayo, Asunción, Paraguay |  |

## Play-off

### Semifinales

#### Semifinales de Bronce
| 29 de enero | Colombia | 28 - 5 | Venezuela | cancha del Yacht y Golf Club Paraguayo, Asunción, Paraguay |  |

| 29 de enero | Brasil | 38 - 7 | Perú | cancha del Yacht y Golf Club Paraguayo, Asunción, Paraguay |  |

#### Semifinales de Oro
| 29 de enero | Argentina | 24 - 0 | Uruguay | cancha del Yacht y Golf Club Paraguayo, Asunción, Paraguay |  |

| 29 de enero | Chile | 29 - 0 | Paraguay | cancha del Yacht y Golf Club Paraguayo, Asunción, Paraguay |  |

### Finales

#### 7º puesto
| 29 de enero | Venezuela | 20 - 12 | Perú | cancha del Yacht y Golf Club Paraguayo, Asunción, Paraguay |  |

#### Final de Bronce
| 29 de enero | Brasil | 27 - 7 | Colombia | cancha del Yacht y Golf Club Paraguayo, Asunción, Paraguay |  |

#### Final de Plata
| 29 de enero | Uruguay | 31 - 0 | Paraguay | cancha del Yacht y Golf Club Paraguayo, Asunción, Paraguay |  |

#### Final de Oro
| 29 de enero | Argentina | 38 - 12 | Chile | cancha del Yacht y Golf Club Paraguayo, Asunción, Paraguay |  |

| Bandera de Argentina |
| Campeón Argentina    |
| Primer título        |

## Posiciones finales[2]
| Posición | Selección |
| -------- | --------- |
| 1        | Argentina |
| 2        | Chile     |
| 3        | Uruguay   |
| 4        | Paraguay  |
| 5        | Brasil    |
| 6        | Colombia  |
| 7        | Venezuela |
| 8        | Perú      |